# Stetoskop położniczy
Stetoskop położniczy (ang. Pinard horn) – stetoskop, który służy do osłuchiwania tętna płodu w łonie matki. Inne nazwy to stetoskop płodowy lub – od nazwiska wynalazcy – stetoskop Pinarda, słuchawka Pinarda albo krótko pinard.

## Historia
Stetoskop położniczy został wynaleziony przez Adolphe'a Pinarda, francuskiego lekarza położnika, w XIX wieku. Pinard był pionierem opieki perinatalnej.
Współcześnie, czyli od ostatnich dekad XX wieku, stetoskop położniczy stracił swoje znaczenie na rzecz dopplerowskiego detektora tętna płodu. 

Stetoskop położniczy
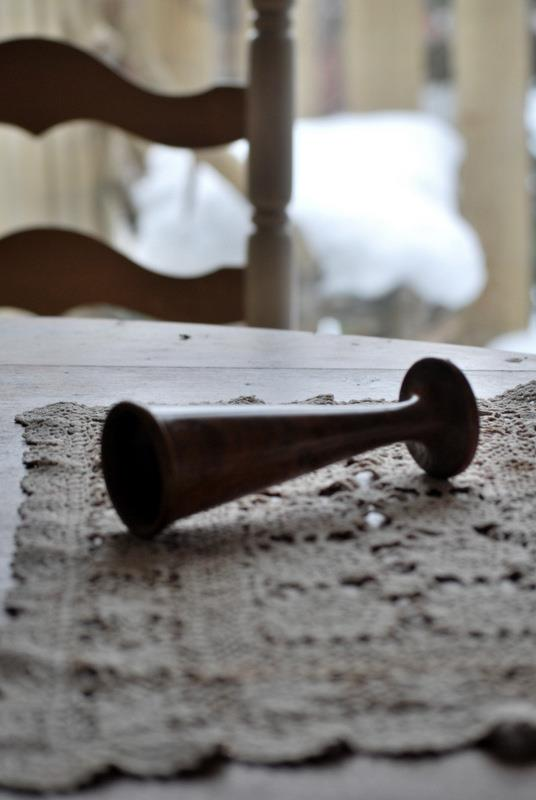
Drewniany stetoskop położniczy
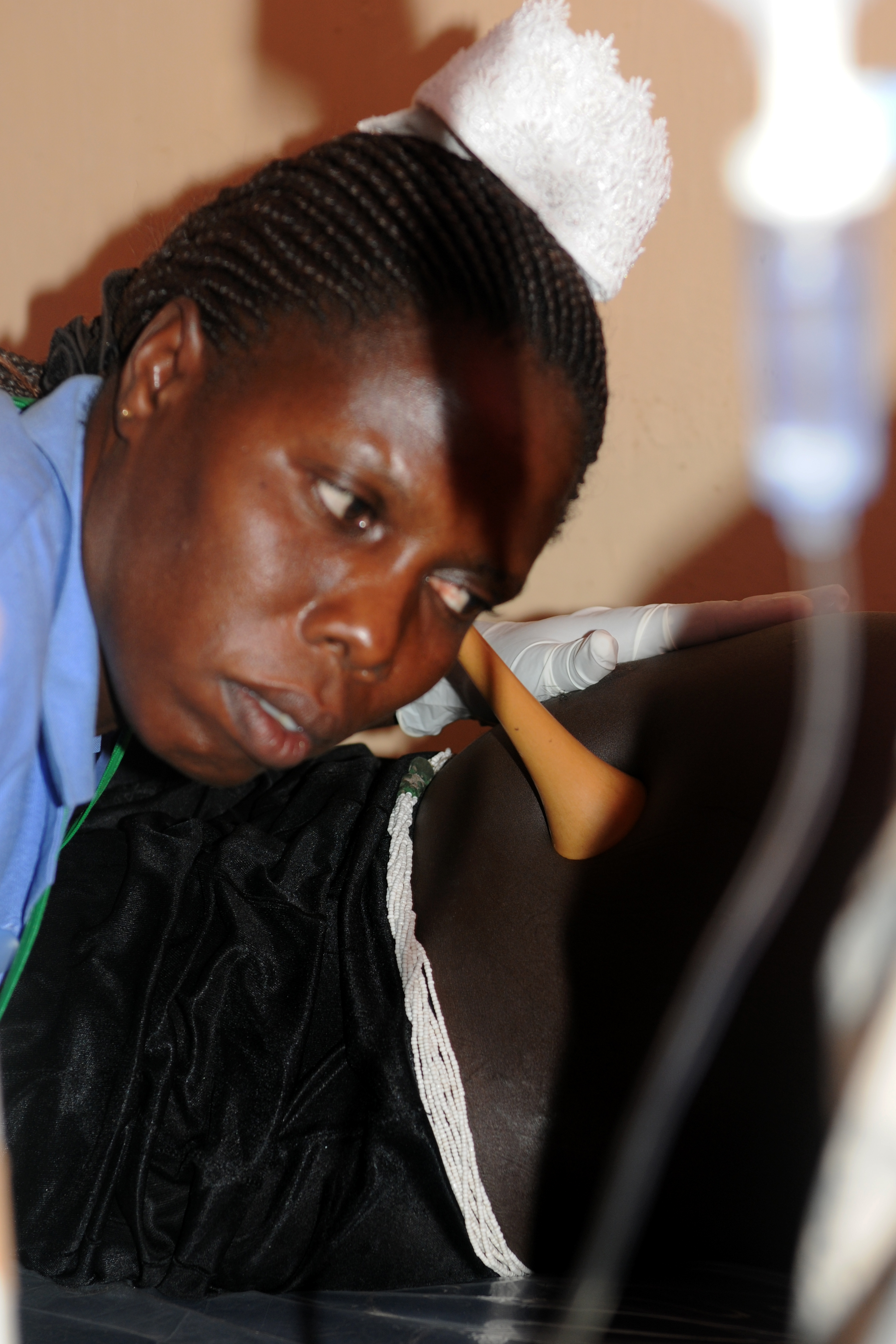
Położna z Ugandy używa pinarda.